# 日本ユニコム
日本ユニコム株式会社は、東京都中央区に本社を置く商品の現物取引を業とする会社。2016年2月8日に従来営んでいた商品先物取引業を日産証券に吸収分割した。

## 沿革
2006年以前の、旧「日本ユニコム」については、ユニコムグループホールディングスを参照のこと。
- 2006年4月12日 - 「日本ユニコム分割準備株式会社」として設立。
- 2006年10月1日 - ユニコムグループホールディングス株式会社（旧・日本ユニコム、昭和33年9月18日設立）の持株会社化に伴い、同社より商品先物取引業その他事業を承継。日本ユニコム株式会社（2代目）となる。
- 2009年8月3日 - アイディーオー証券株式会社より、商品先物取引のオンライントレード事業を承継。
- 2011年1月4日 - 日産センチュリー証券株式会社（現・日産証券株式会社）の会社分割により、商品先物取引オンライントレード部門及び付随する業務を承継。
- 2016年2月8日 - 日産証券株式会社に商品先物取引業及び付帯事業を吸収分割して承継。原油・石油製品・コメの現物取引を行う企業となる。
- 2020年9月24日 - 法人格消滅。

## 関連会社
- ユニコムグループホールディングス（金融持株会社）
- 日産証券（証券取引業・商品先物取引業）